# State Farm Women's Tennis Classic 2003
Lo  State Farm Women's Tennis Classic 2003 è stato un torneo di tennis giocato sul cemento. È stata la 4ª edizione del torneo, che fa parte della categoria Tier II nell'ambito del WTA Tour 2003. Si è giocato a Scottsdale (Arizona) negli USA dal 24 febbraio al 2 marzo 2003.

## Campionesse

### Singolare
Ai Sugiyama ha battuto in finale  Kim Clijsters con il punteggio di 3–6, 7–5, 6–4

### Doppio
Kim Clijsters /  Ai Sugiyama hanno battuto in finale  Lindsay Davenport /  Lisa Raymond con il punteggio di 6–1, 6–4